# Dex Elmont
Daxenos Richard René Elmont, conocido deportivamente como Dex Elmont (Róterdam, 10 de enero de 1984), es un deportista neerlandés, de origen surinamés, que compite en judo. Ganó tres medallas en el Campeonato Mundial de Judo entre los años 2010 y 2013, y tres medallas en el Campeonato Europeo de Judo entre los años 2009 y 2014.
Su hermano Guillaume también es judoka.

## Palmarés internacional
| Campeonato Mundial | Campeonato Mundial      | Campeonato Mundial | Campeonato Mundial |
| Año                | Lugar                   | Medalla            | Categoría          |
| ------------------ | ----------------------- | ------------------ | ------------------ |
| 2010               | Tokio (Japón)           | Medalla de plata   | –73 kg             |
| 2011               | París (Francia)         | Medalla de plata   | –73 kg             |
| 2013               | Río de Janeiro (Brasil) | Medalla de bronce  | –73 kg             |
| Campeonato Europeo |                         |                    |                    |
| Año                | Lugar                   | Medalla            | Categoría          |
| 2009               | Tiflis (Georgia)        | Medalla de plata   | –73 kg             |
| 2012               | Cheliábinsk (Rusia)     | Medalla de bronce  | –73 kg             |
| 2014               | Montpellier (Francia)   | Medalla de oro     | –73 kg             |